# Harry Chandlee
Harry Chandlee (* 7. Dezember 1882 in Washington, D.C.; † 3. August 1956 in Hollywood, Kalifornien) war ein US-amerikanischer Drehbuchautor, der ein Mal für den Oscar für das beste Originaldrehbuch nominiert wurde.

## Leben
Chandlee begann seine Laufbahn als Drehbuchautor in der Filmwirtschaft Hollywoods 1914 bei der Stummfilmkomödie The Ragged Earl von Lloyd B. Carleton mit Andrew Mack, William Conklin und Ormi Hawley in den Hauptrollen. In den folgenden zehn Jahren verfasste er die Szenarien und Drehbücher für zahlreiche weitere Stummfilme und arbeitete darüber hinaus zwischen 1926 und 1930 auch als Filmeditor und produzierte als Filmproduzent in den Jahren 1927 und 1928 auch vier Filme. Insgesamt war Chandlee bis 1949 als Drehbuchautor, Editor und Produzent an der Herstellung von rund siebzig Filmen beteiligt.
Bei der Oscarverleihung 1942 war Chandlee gemeinsam mit Abem Finkel, John Huston und Howard Koch für den Oscar für das beste Originaldrehbuch nominiert, und zwar für die unter dem Titel Sergeant York (1941) von Howard Hawks inszenierte Filmbiografie über Alvin C. York mit Gary Cooper in der Titelrolle sowie Walter Brennan und Joan Leslie in weiteren Rollen.
Chandlee war der Vater des Schauspielers Dick Chandlee, der als Jugendlicher zwischen 1938 und 1943 in vierzehn Filmen mitwirkte. Sein Urenkel ist der Schauspieler, Filmregisseur und Produzent Matt Nix, der vor allem durch die Fernsehserie Burn Notice (2007–2012) bekannt wurde.

## Filmografie (Auswahl)
- 1915: Her Martyrdom (Kurzfilm)
- 1915: The Steadfast (Kurzfilm)
- 1916: The Struggle
- 1919: Bolshevism on Trial
- 1924: One Law for the Woman
- 1925: Anything Once
- 1928: Moulin Rouge
- 1928: The Stronger Will
- 1928: Satan and the Woman
- 1931: Vor Blondinen wird gewarnt (Platinum Blonde)
- 1933: Donner über Mexiko (Thunder Over Mexico)
- 1940: Unsere kleine Stadt (Our Town)
- 1941: Sergeant York
- 1944: Die Abenteuer Mark Twains (The Adventures of Mark Twain)
- 1944: Three Is a Family
- 1946: Der Jazzsänger (The Jolson Story)
- 1949: Tarzan und das blaue Tal (Tarzan’s Magic Fountain)